# Chaplin som Othello
Chaplin som Othello er en amerikansk stumfilm fra 1914 af Charles Chaplin.

## Medvirkende
- Charles Chaplin.
- Cecile Arnold som Madeleine.
- Jess Dandy.
- Vivian Edwards.
- Edward Nolan.